# Wasyl Pietrowicz Zahorowski
Wasyl Pietrowicz Zahorowski herbu Korczak (zm. 29 lutego 1580 roku) – kasztelan bracławski w latach 1572-1580, horodniczy włodzimierski w latach 1568-1580, marszałek hospodarski w latach 1568-1577, starosta żytomierski w 1560 roku.
Żonaty z Maruszą, córką księcia Mikołaja Zbaraskiego i nieznanej z imienia księżniczki Koziczanki.
Poseł na sejm 1572 roku z województwa wołyńskiego.